# 감곡초등학교 (충북)
감곡초등학교는 대한민국 충청북도 음성군 감곡면 오향리에 있는 공립 초등학교이다.

## 학교 연혁
- 1923년 6월 12일 : 감곡공립보통학교 개교
- 1925년 3월 22일 : 제1회 졸업(19명)
- 1938년 4월 1일 : 감곡공립심상소학교로 개칭
- 1941년 4월 1일 : 감곡공립국민학교로 개칭
- 1972년 2월 23일 : 매괴국민학교 본교로 병합
- 1981년 3월 1일 : 병설유치원 개원(1학급)
- 1983년 10월 25일 : 도지정 반공시범학교 보고회
- 1985년 3월 3일 : 유치원 1학급 증설
- 1994년 3월 1일 : 특수학급 개설(1학급)
- 1996년 3월 1일 : 감곡초등학교로 개칭
- 1999년 3월 1일 : 충청북도교육청지정 열린교육 시범학교(1년)
- 2000년 3월 1일 : 상평분교장 본교로 통폐합
- 2006년 2월 16일 : 충청북도교육청지정 ICT 연구학교
- 2009년 3월 1일 : 충청북도교육청 지정 기초학력 책임지도 시범학교
- 2009년 3월 1일 : 학력향상 중점학교 운영
- 2011년 3월 1일 : 교육과학기술부요청 학교보건정책연구학교(2년)
- 2014년 3월 1일 : 제37대 이갑두 교장 취임
- 2015년 제91회 졸업식(졸업생 총수 9,594명)
- 2015년 스마트교실 완공

## 참고 자료
- 감곡초등학교 - 한국교육학술정보원 학교알리미